# یواس‌اس واچاپریگ (ای‌جی‌پی-۸)
یواس‌اس واچاپریگ (ای‌جی‌پی-۸) (به انگلیسی: USS Wachapreague (AGP-8)) یک کشتی بود که طول آن ۳۱۰ فوت ۹ اینچ (۹۴٫۷۲ متر) بود. این کشتی در سال ۱۹۴۳ ساخته شد.